# ماغي بويل
ماغي بويل (بالإنجليزية: Maggie Boyle)‏ هي مغنية بريطانية، ولدت في 24 ديسمبر 1956، وتوفيت في 6 نوفمبر 2014 بسبب سرطان.

## وصلات خارجية
- ماغي بويل على موقع ميوزك برينز (الإنجليزية)
- ماغي بويل على موقع ديسكوغز (الإنجليزية)